# Tổng công ty tàu điện ngầm Seoul
Tổng công ty tàu điện ngầm Seoul (tiếng Hàn: 서울메트로; Romaja: seoulmeteuro) là một Doanh nghiệp nhà nước thuộc sở hữu của Chính quyền thành phố Seoul. Được thành lập vào năm 1970, nó cùng với Tổng công ty đường sắt cao tốc đô thị Seoul và Korail, một trong những nhà điều hành chính của Tàu điện ngầm đô thị Seoul. Công ty đã sáp nhập với Tổng công ty đường sắt cao tốc đô thị Seoul vào năm 2017.

## Lịch sử
- 8 tháng 6 năm 1970: Trụ sở xây dựng tàu điện ngầm
- Tháng 4 năm 1971: Khởi công xây dựng và khai trương Tuyến 1 (Ga Cheongnyangni - Ga Seoul)
- Tháng 10 năm 1974: Xây dựng Gunja Depot
- 9 tháng 3 năm 1978: Bắt đầu xây dựng Tuyến 2 Gangnam
- 29 tháng 2 năm 1980: Khởi công xây dựng tuyến 3 và 4
- 22 tháng 5 năm 1984: Khai trương Tuyến vòng Tuyến 2
- 18 tháng 10 năm 1985: Khai trương tuyến 3 và 4
- 13 tháng 7 năm 1990: Tuyến 3 (Ga Gupabal - Ga Jichuk) khai trương
- 22 tháng 5 năm 1992: Chi nhánh Sinjeong tuyến 2 (Ga Sindorim - Ga văn phòng Yangcheon-gu) khai trương
- 21 tháng 4 năm 1993: Tuyến 4 (Ga Sanggye - Ga Danggogae) khai trương
- 10 tháng 10 năm 1993: Tuyến 3 (Ga Yangjae - Ga Suseo) khai trương
- 1 tháng 4 năm 1994: Tuyến 4 (Ga Sadang - Ga Namtaeryeong) khai trương
- 20 tháng 3 năm 1996, Chi nhánh Sinjeong tuyến 2 (Ga Sinjeongnegeori - Ga Kkachisan) khai trương
- 20 tháng 10 năm 2005: Khai trương ga Yongdu tuyến 2
- 21 tháng 12 năm 2005: Khai trương ga Dongmyo tuyến 1
- 18 tháng 2 năm 2010: Khai trương Tuyến 3 (Ga Suseo - Ga Ogeum)
- 28 tháng 3 năm 2015: Khai trương tuyến số 9 (Ga Eonju - Ga Khu liên hợp thể thao)
- 31 tháng 5 năm 2017: Sáp nhập với Tổng công ty vận tải nhanh đô thị Seoul & Tàu điện ngầm Seoul

## Các tuyến
Dịch vụ của Seoul Metro bao gồm một phần của Tàu điện ngầm Seoul tuyến 1 và toàn bộ Tàu điện ngầm Seoul tuyến 2, Tàu điện ngầm Seoul tuyến 3, Tàu điện ngầm Seoul tuyến 4. Đối với các tuyến 1, 3 và 4, Korail cùng tham gia khai thác dịch vụ. Seoul Metro kiểm soát các tuyến đường sắt và nhà ga thuộc sở hữu của Chính quyền thành phố Seoul.
- Tuyến 1
  - Kiểm soát: Ga Cheongnyangni ~ Ga Seoul
  - Dịch vụ: Ga Yangju - Ga Incheon / Ga Seodongtan
  - Tổng chiều dài: 7.8 km
- Tuyến 2
  - Tuyến vòng: Toà thị chính ↔ Ga Seongsu ↔ Ga Gangnam ↔ Ga Sindorim ↔ Ga Đại học Hongik ↔ Toà thị chính
  - Tuyến nhánh Seongsu
  - Tuyến nhánh Sinjeong (Ngoại trừ ga Kkachisan do Tổng công ty đường sắt cao tốc đô thị Seoul kiểm soát)
  - Tổng chiều dài: 60.2 km
- Tuyến 3
  - Kiểm soát: Ga Jichuk ~ Ga Ogeum (Ngoại trừ ga chợ Garak do Tổng công ty đường sắt cao tốc đô thị Seoul kiểm soát)
  - Dịch vụ: Ga Daehwa ~ Ga Ogeum
  - Tổng chiều dài: 38.2 km
- Tuyến 4
  - Kiểm soát: Ga Danggogae ~ Ga Namtaeryeong
  - Dịch vụ: Ga Danggogae ~ Ga Oido
  - Tổng chiều dài: 31.7 km
- Tuyến 5
  - Kiểm soát: Ga Ogeum
- Tuyến 6
  - Kiểm soát: Ga Yeonsinnae
- Tuyến 9
  - Kiểm soát: Ga Eonju ~ Ga liên hợp thể thao
  - Tổng chiều dài: 4.3 km

## Depot
- Gunja Depot
- Sinjeong Depot
- Jichuk Depot
- Changdong Depot